# La Fête et les Invités
Pour plus de détails, voir Fiche technique et Distribution.
La Fête et les Invités (O slavnosti a hostech) est un film tchécoslovaque réalisé par Jan Němec, sorti en 1966.

## Synopsis
Lors d'un pique-nique en forêt, un groupe d'amis se fait chahuter par de mystérieux individus.

## Fiche technique
- Titre original : O slavnosti a hostech
- Titre français : La Fête et les Invités
- Réalisation : Jan Němec
- Scénario : Jan Němec et Ester Krumbachová
- Pays d'origine : Tchécoslovaquie
- Format : Noir et blanc - 35 mm - 1,37:1 - Mono
- Genre : drame
- Durée : 71 minutes
- Date de sortie : 1966

## Distribution
- Ivan Vyskocil : hôte
- Jan Klusák : Rudolf
- Jiri Nemec : Josef
- Pavel Bosek : Frantisek
- Karel Mares : Karel
- Evald Schorm : Manzel
- Jana Pracharová : Paní
- Zdena Skvorecka : Eva
- Milon Novotny : Zenich
- Helena Pejsková : Marta
- Dana Nemcova : mariée Olinka
- Antonin Prazak : Antonín
- Josef Škvorecký : invité
- Adolf Siroký : hôte
- Václav Vodák : hôte

## Autour du film
- Jean De Baroncelli dans le Monde le 20/09/1968 : "C'est sur cette brusque obscurité que s'achève le film de Nemec. Ce qu'elle signifie est évident, comme sont évidentes toutes les allusions de l'apologue. Précisons seulement que si le film dénonce l'emprise implacable d'un pouvoir dictatorial, il condamne tout aussi sévèrement la lâcheté, l'égoïsme ou la servilité de ceux qui, pouvant le combattre, s'y soumettent. En 1966, la Fête et les Invités était un courageux appel à secouer le joug. Depuis, hélas !, le joug a été renforcé."[1]